# Murallas de Vic

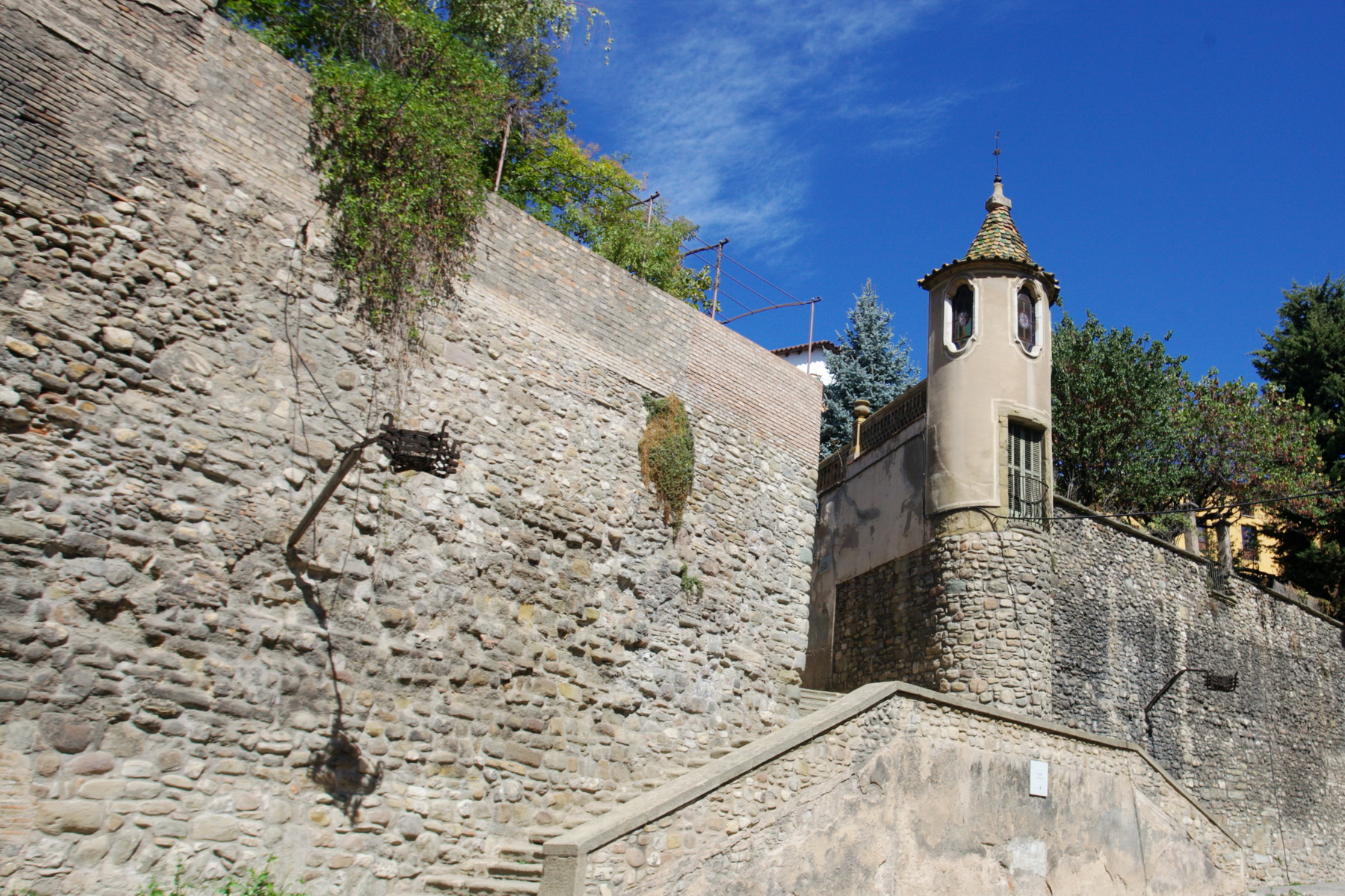
Murallas de Vic

Las murallas de Vic, también conocidas como Las murallas de Pedro III, son una fortificación con torreones que rodeaban el antiguo Vic medieval. Actualmente se pueden ver algunos de sus torreones sobresalir desde las afueras de la ciudad y aún son visibles partes de sus muros en la rambla dels Montcada.
Pese a que fueron construidas durante el siglo XII se las conoce como murallas de Pedro III debido a que bajo su mandato durante el siglo XIV, más concretamente en 1368, se renovaron y ampliaron. Dicha renovación amplió la muralla a un total de 17 torreones y 7 puertas de entrada y se mantuvo intacta hasta finales del siglo XVII. Para poder realizarla, el rey autorizó la venta de censales y violarios hasta la cantidad de 14.000 sueldos para gastos en la nueva fortificación y armas. La ciudad, que estaba dividida en dos, la parte real, regida por su concejo propio y la parte de Moncada, que a partir de entonces pasó a formar también parte de dicho concejo, tuvo que aunar las posibilidades de todos los ciudadanos ante una empresa de tal magnitud.